# 脈管肉腫
脈管肉腫（Angiosarcoma）は、血管壁やリンパ管壁を覆う内皮細胞から発生する稀な悪性腫瘍である。血管肉腫（Hemangiosarcoma）とリンパ管肉腫（Lymphangiosarcoma）が含まれる:1873。血管やリンパ管を覆う細胞から発生する為転移し易く、特に肝臓や肺に容易に転移する。その為に致死率が高く、生存の為には早期診断が必要となる。血管内皮から発生する為、年齢を問わずどこにでも生じる可能性があるが、高齢者に多く見られ、皮膚が最も多く、症例の約60％が皮膚腫瘍である。特に頭皮は血管肉腫の症例の約50％を占めるが、それでも頭頸部腫瘍全体の0.1％未満である。米国では血管肉腫の罹患率が上昇している。
脈管肉腫の原因は判明していないが、慢性リンパ浮腫、放射線治療、ヒ素や塩化ビニル等の様々な化学物質など、幾つかの危険因子が知られている。また、紫外線や局所的な免疫不全が脈管肉腫の病因に関与している可能性もある。脈管肉腫は、MRI、CT、超音波検査で確認する事が出来るが、通常、他の癌との識別は困難であり、生検や免疫組織化学分析により確定診断される。
脈管肉腫は、発生源や場所が大きく異なる多くの種類の腫瘍の総称である為、全く無症状のものから、皮膚病変、潰瘍、息切れ、腹痛などの非特異的な症状まで、様々な症状が現れる。また、診断時に多臓器に浸潤している事が多い為、病因の特定や治療法の決定が困難である。
脈管肉腫は軟部肉腫の1～2％を占め、成人がんの1％未満を占めている。その為、患者数が100人を超えるような大規模な研究は行われていないが、多くの症例報告や小規模なコホート研究が発表されており、これらを総合すると、この疾患を理解するのに十分な情報が得られる。
治療には、手術、化学療法、放射線療法があり、通常はこの3つを併用する。しかし、治療を行っても予後は悪く、5年生存率は30～38％と言われている。心臓の脈管肉腫や肝臓の脈管肉腫では更に予後が悪く、3ヶ月程度の生存期間になる事もある。